# Двоякодышащие
Двоякоды́шащие (лат. Dipnoi) — надотряд, древняя группа пресноводных лопастепёрых рыб, обладающих как жаберным, так и лёгочным дыханием. Представлена одним современным отрядом — рогозубообразными (Ceratodontiformes), распространённым в Африке, Австралии и Южной Америке, а также 4 вымершими отрядами. Раньше выделяли второй современный отряд — двулёгочникообразные или лепидосиренообразные (Lepidosireniformes).
Современных двоякодышащих 6 видов: австралийский рогозуб, четыре вида африканских протоптеров и южноамериканский чешуйчатник.
В качестве органов лёгочного дыхания функционируют один либо два пузыря, открывающиеся на брюшной стороне пищевода. Это позволяет двоякодышащим существовать в обеднённых кислородом водоёмах. У рогозуба одно лёгкое, у остальных двоякодышащих — два.
Двоякодышащие и кистепёрые произошли от одного предка в девоне. Из всех рыб двоякодышащие являются наиболее близкими родственниками четвероногих, так как и те и другие произошли из общего таксона Choanata. Помимо двоякодышащих, панцирниковые также используют плавательный пузырь в качестве лёгкого.

## Классификация
Таксономия двоякодышащих может быть представлена в виде следующей кладограммы:
```
Двоякодышащие

├──
†
 Семейство 
Diabolichthyidae

│ ┌──
†
 Семейство 
Uranolophidae

│ │  __┌──
†
 Семейство 
Speonesydrionidae

└─│ │  └──
†
 Семейство 
Dipnorhynchidae

  │ │     ┌──
†
 Семейство 
Stomiahykidae

  │ │ ┌──-│ ┌──
†
 Семейство 
Chirodipteridae

  └─│ │   └─│ ┌──
†
 Семейство 
Holodontidae

    │ │     └─│  __┌──
†
 Семейство 
Fleurantiidae

    └─│       └─│  └──
†
 Семейство 
Rhynchodipteridae

      │         └──
†
 Семейство 
Phaneropleuridae

      │ ┌──
†
 Семейство 
Dipteridae

      │ │    └──
†
 Род 
Диптерусы
 (
Dipterus
) 
      └─│ ┌──
†
 Семейство 
Ctenodontidae

        └─│ ┌──
†
 Семейство 
Sagenodontidae

          └─├──
†
 Семейство 
Gnathorhizidae

            └──Отряд 
Рогозубообразные
 (Ceratodontiformes)
               ├──
†
 Семейство 
Asiatoceratodontidae

               ├──
†
 Семейство 
Ptychoceratodontidae

               ├──
†
 Семейство 
Ceratodontidae

               │    ├──
†
 Род 
Ceratodus

               │    └──
†
 Род 
Metaceratodus

               └──Семейство 
Рогозубовые
 (
Neoceratodontidae
)
                  │ ├──
†
 Род 
Mioceratodus

                  │ └──Род 
Рогозуб
 (
Neoceratodus
)
                  ├──Семейство 
Американские двулёгочниковые
 (
Lepidosirenidae
)
                  │  └──Род 
Чешуйчатники
 (
Lepidosiren
)
                  └──Семейство 
Африканские двулёгочниковые
 (
Protopteridae
)
                     └──Род 
Протоптеры
 (
Protopterus
)
```